# Comostola insulata
Comostola insulata là một loài bướm đêm trong họ Geometridae.